# Палац князів Гагаріних
Палац князів Гагаріних — пам'ятка архітектури національного значення, культурної спадщини Україні, розташований в місті Одеса за адресою вулиця Ланжеронівська, 2. Побудований архітектором Людвігом Оттоном в 1842–1850 рр. Будівля в стилі класицизму, з вапняка.

## Історія
Згідно охоронної таблички, дата будівництва палацу 1842–1850 р. Хоча, за матеріалами досліджень краєзнавця Тетяни Донцової, час будівництва палацу необхідно віднести до рубежу 1859–1860 рр. У будівлі знаходилося літературно-артистичне товариство. У 1909–1911 рр. тут проходили художні виставки, в яких брали участь Костанді, Рубо, Айвазовський.
В теперішній час в будівлі розташований Одеський літературний музей. На будівлі є меморіальна табличка на честь засновника музею, письменника і журналіста Н. А. Бригіна.

## Опис
Будівля в стилі класицизму, з вапняка, поштукатурена. Двоповерхова, з підвалом, план у вигляді трапеції з трьома напівциркульними виступами з боку моря. Первісне планування не збереглося. Фасади горизонтально розчленовані пасками, завершені розвиненим карнизом з високим гладким аттиком, прикрашені з боку моря пілястрами коринфського ордена. Вікна обрамлені лиштвами, головний вхід фланкирований спареними колонами тосканського ордену. Віконні отвори прямокутні в парадних кімнатах, з боку моря — великі напівциркульні.
В інтер'єрі палацу збереглася багата обробка в аванвестибюлі, вестибюлі з двосторонніми мармуровими сходами, в парадному залі другого поверху і двох прилеглих кімнатах. Декор стін і стель ліпний, на верхньому поверсі — з позолотою.
Раніше в реєстрі пам'яток архітектури місцевого значення разом з палацом вказувалася споруда, розташована нижче по схилу. Проте надалі її викреслили зі списків. Споруда має 3 поверхи і за останніми даними є складом, що належав князям Гагаріним.

## Галерея

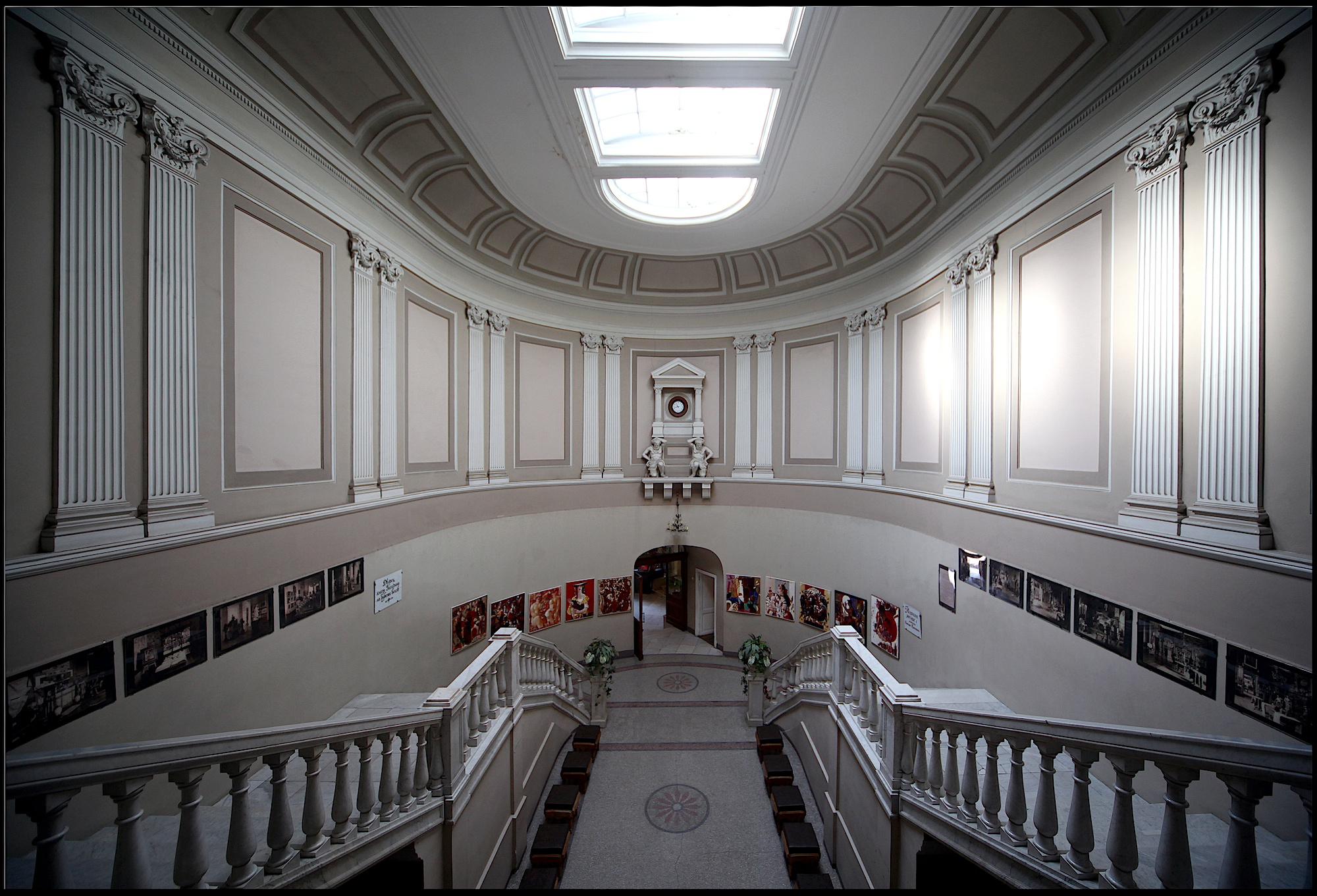
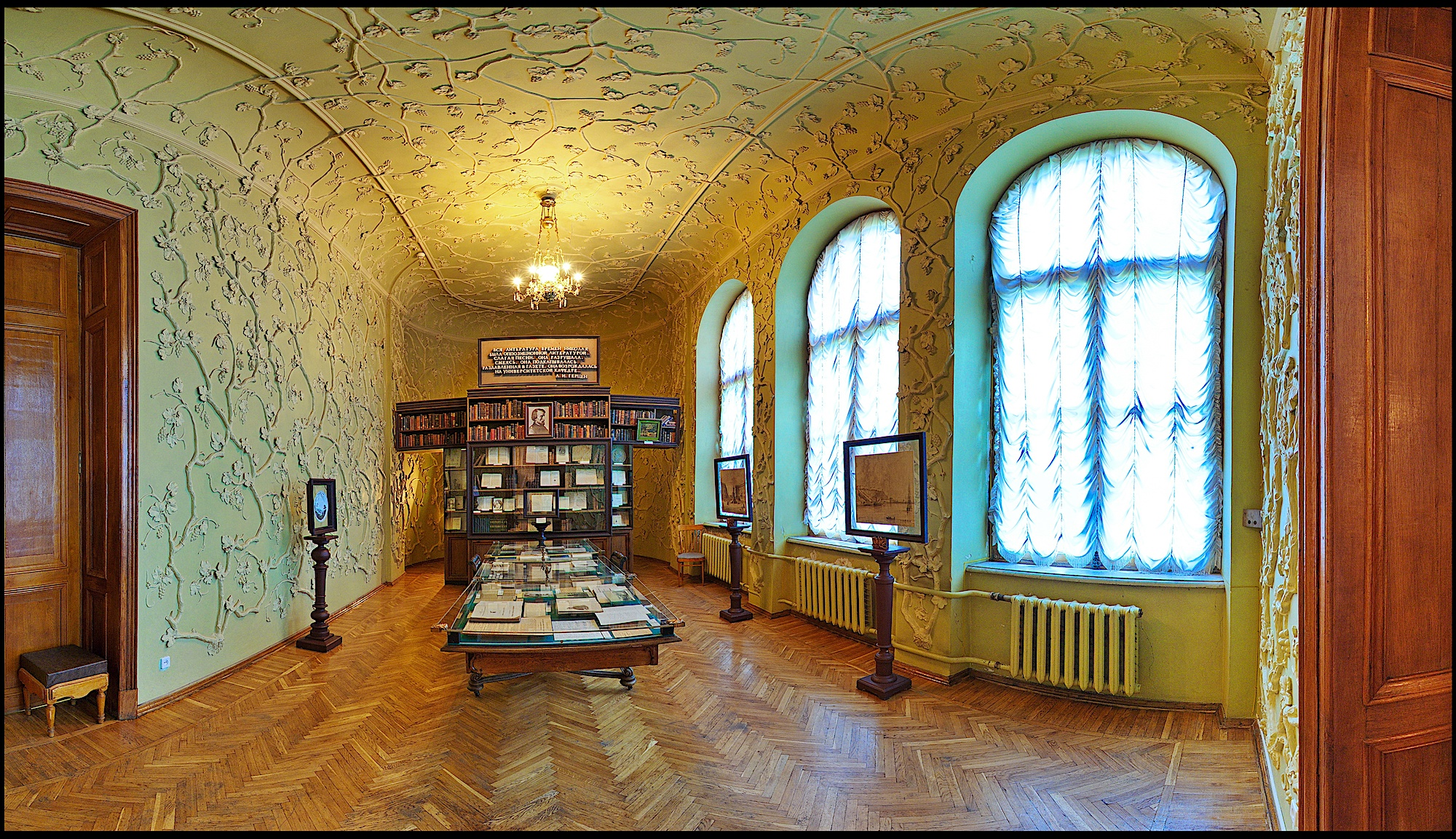
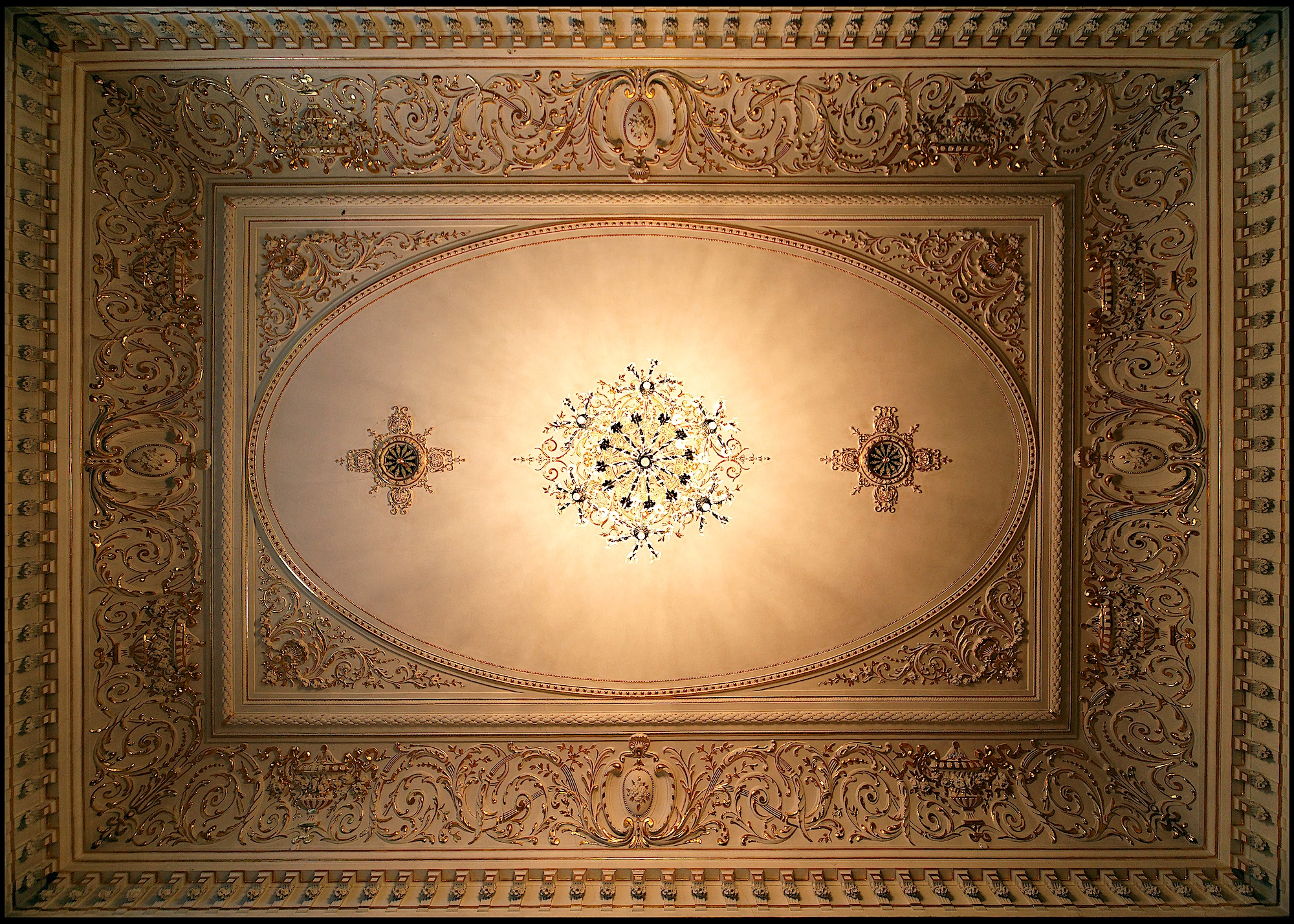
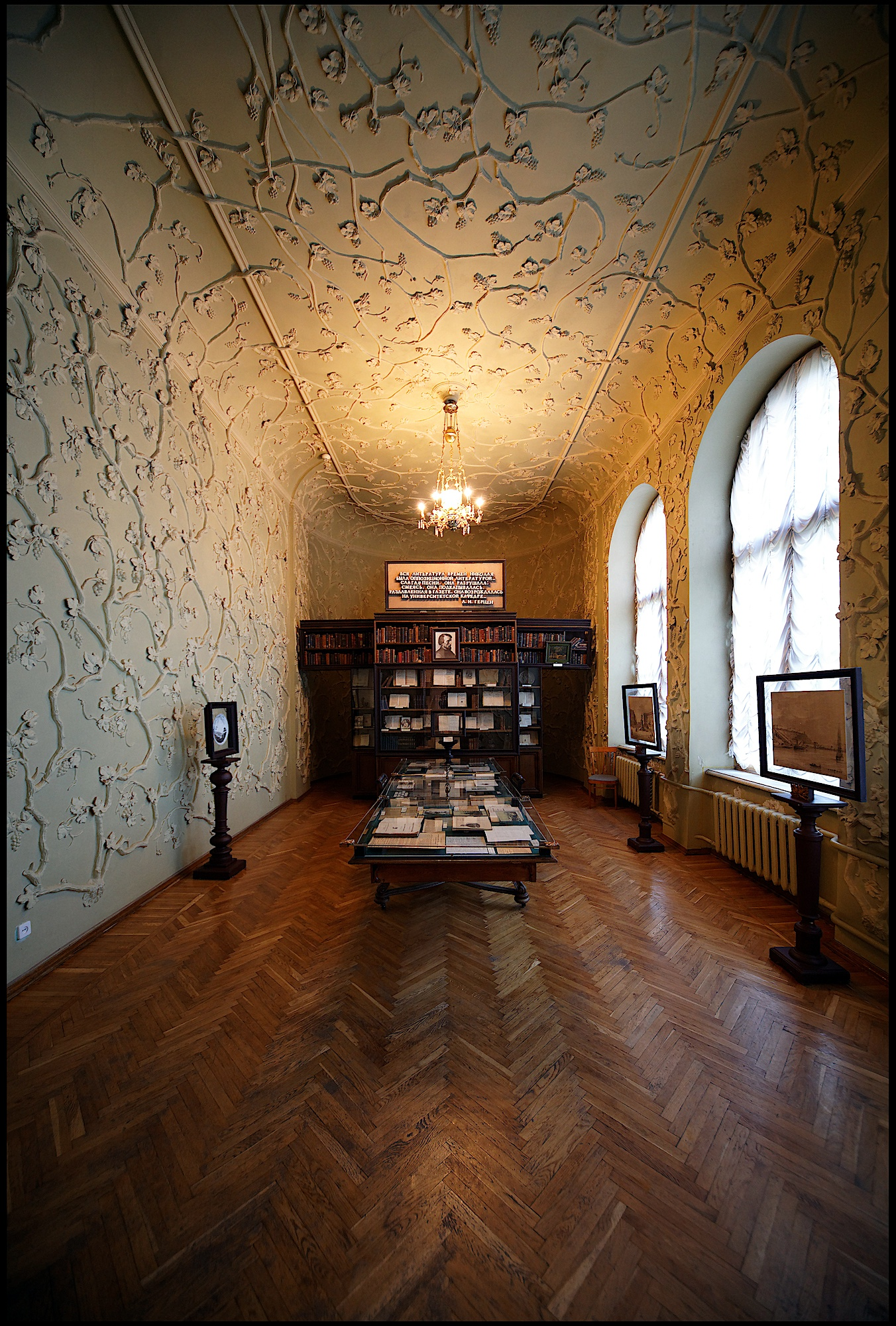
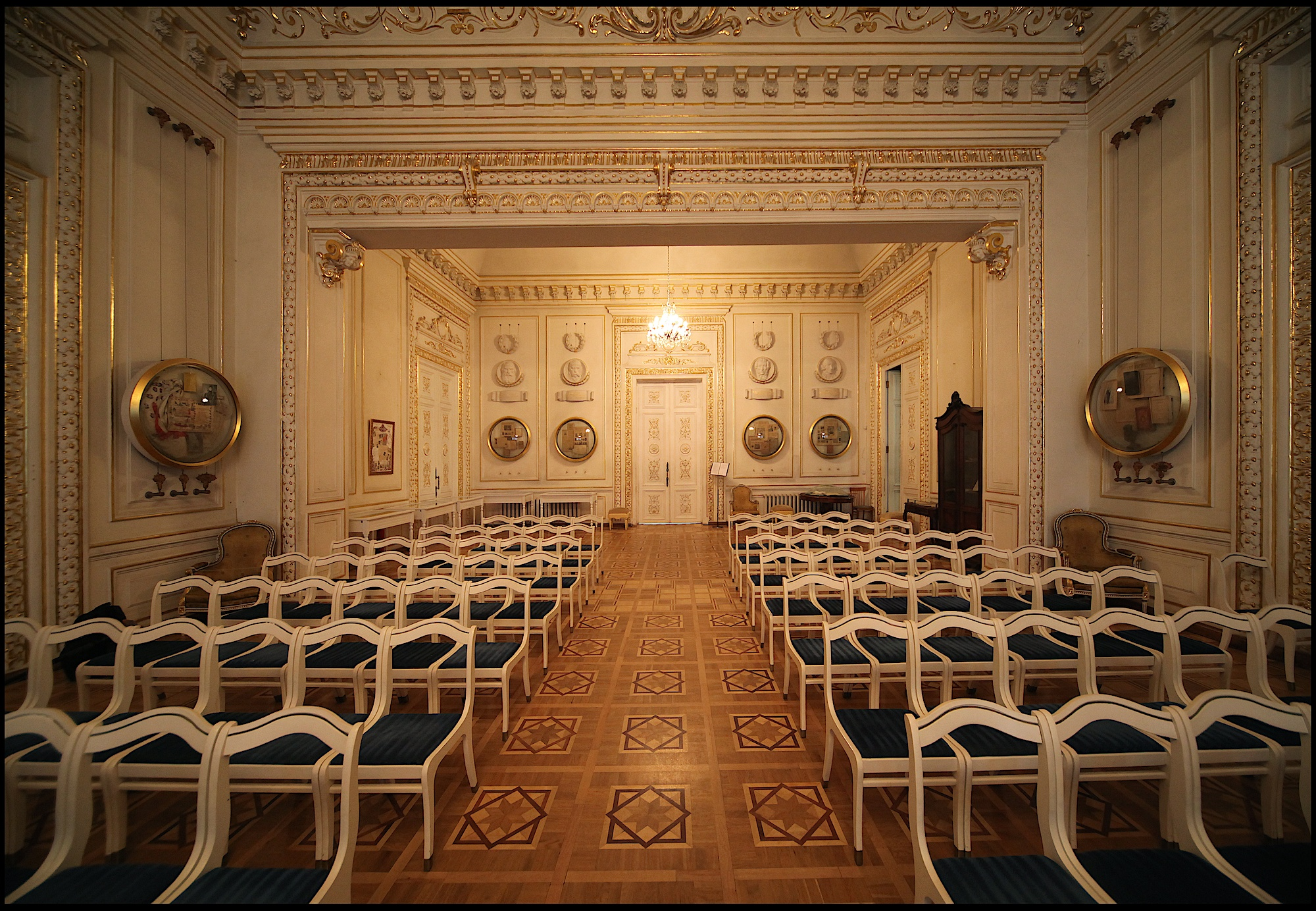
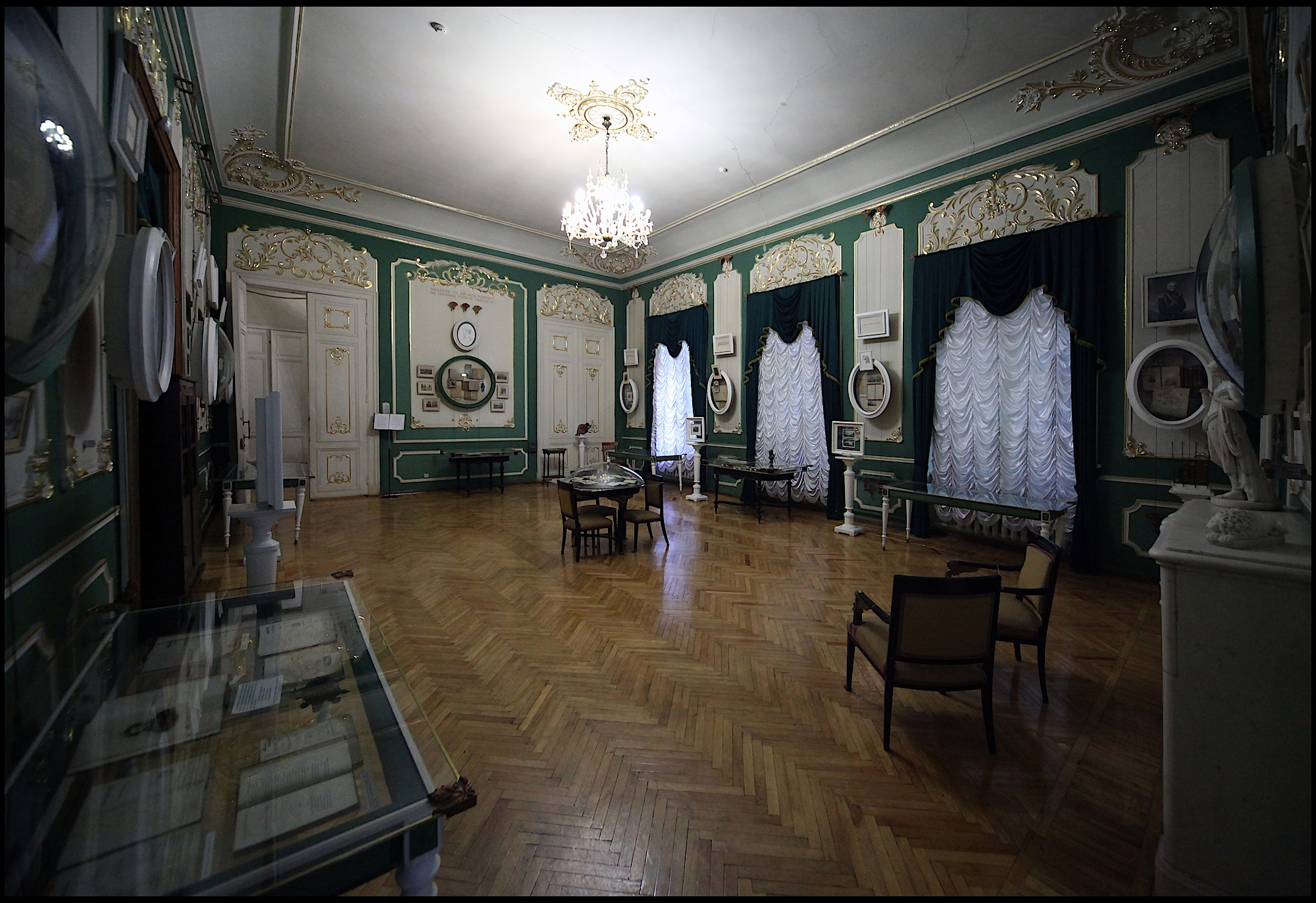
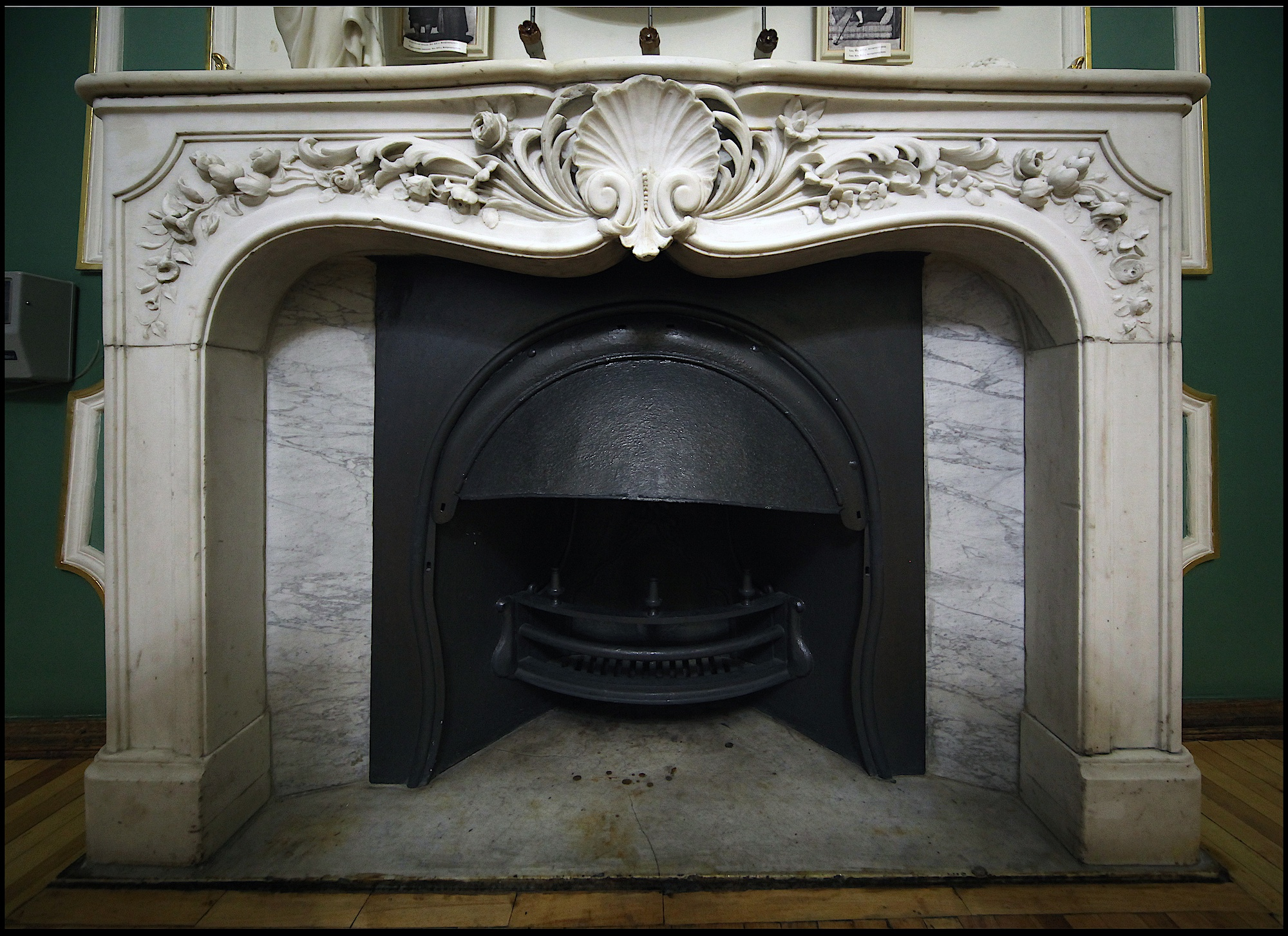
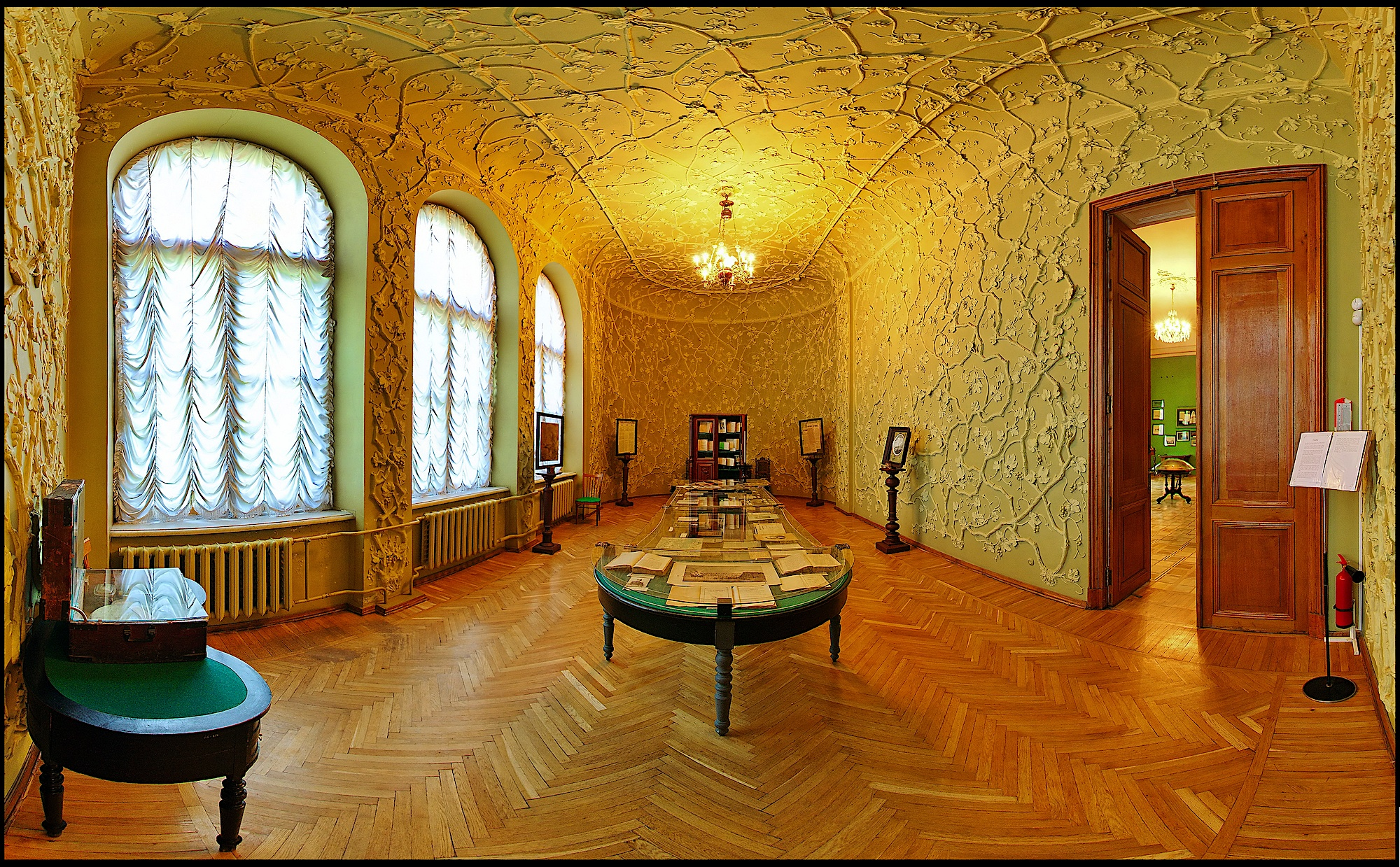
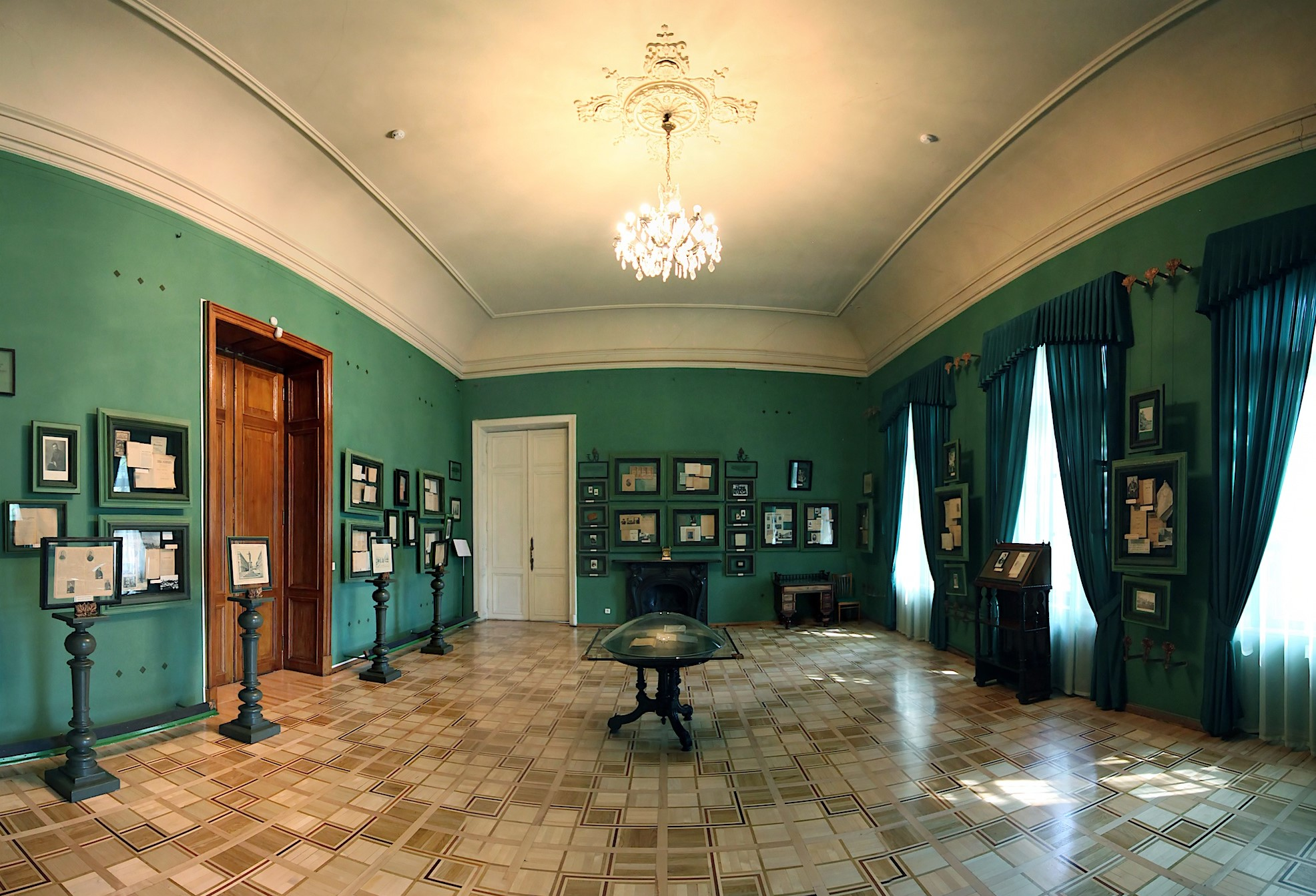
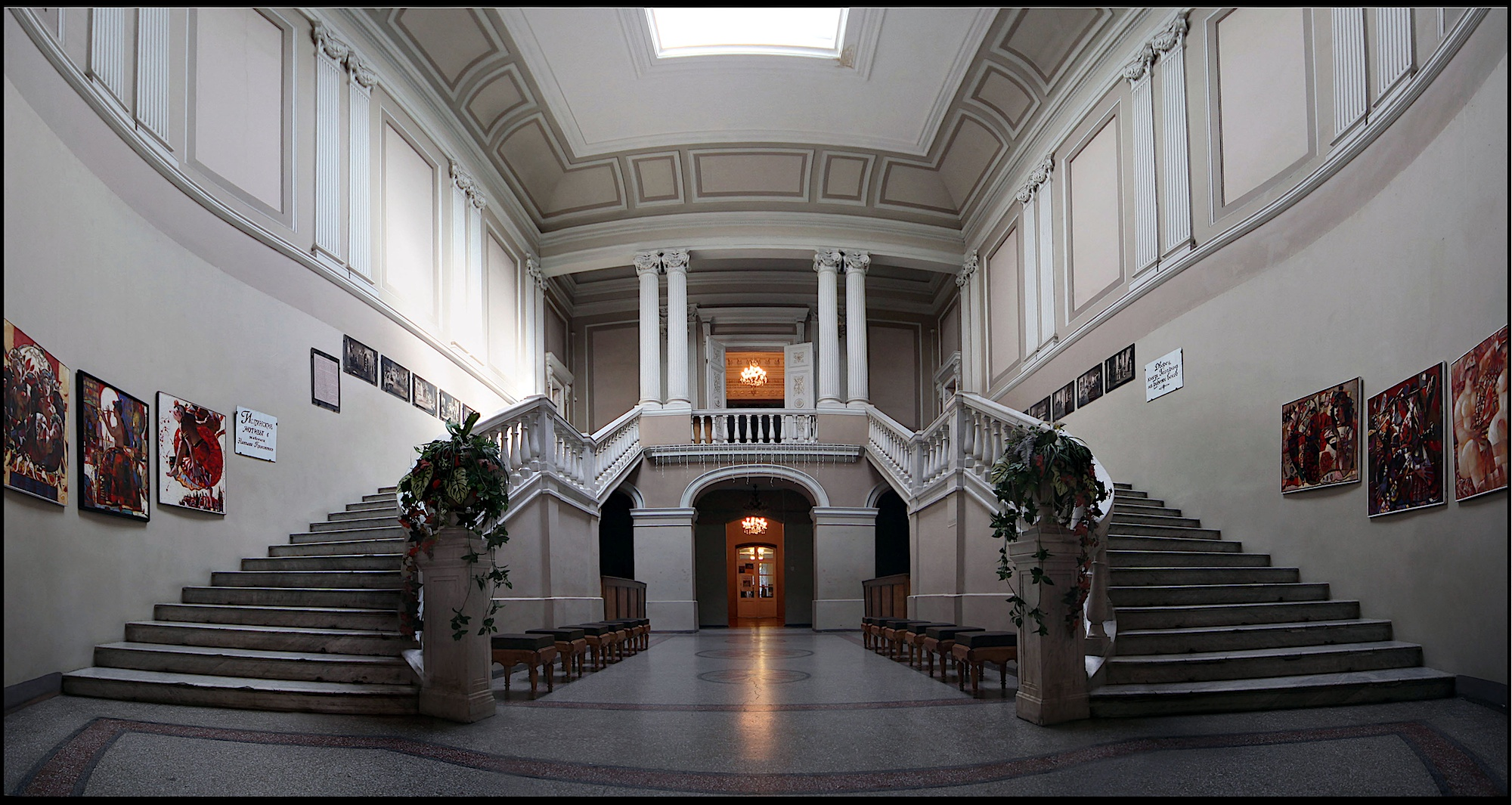
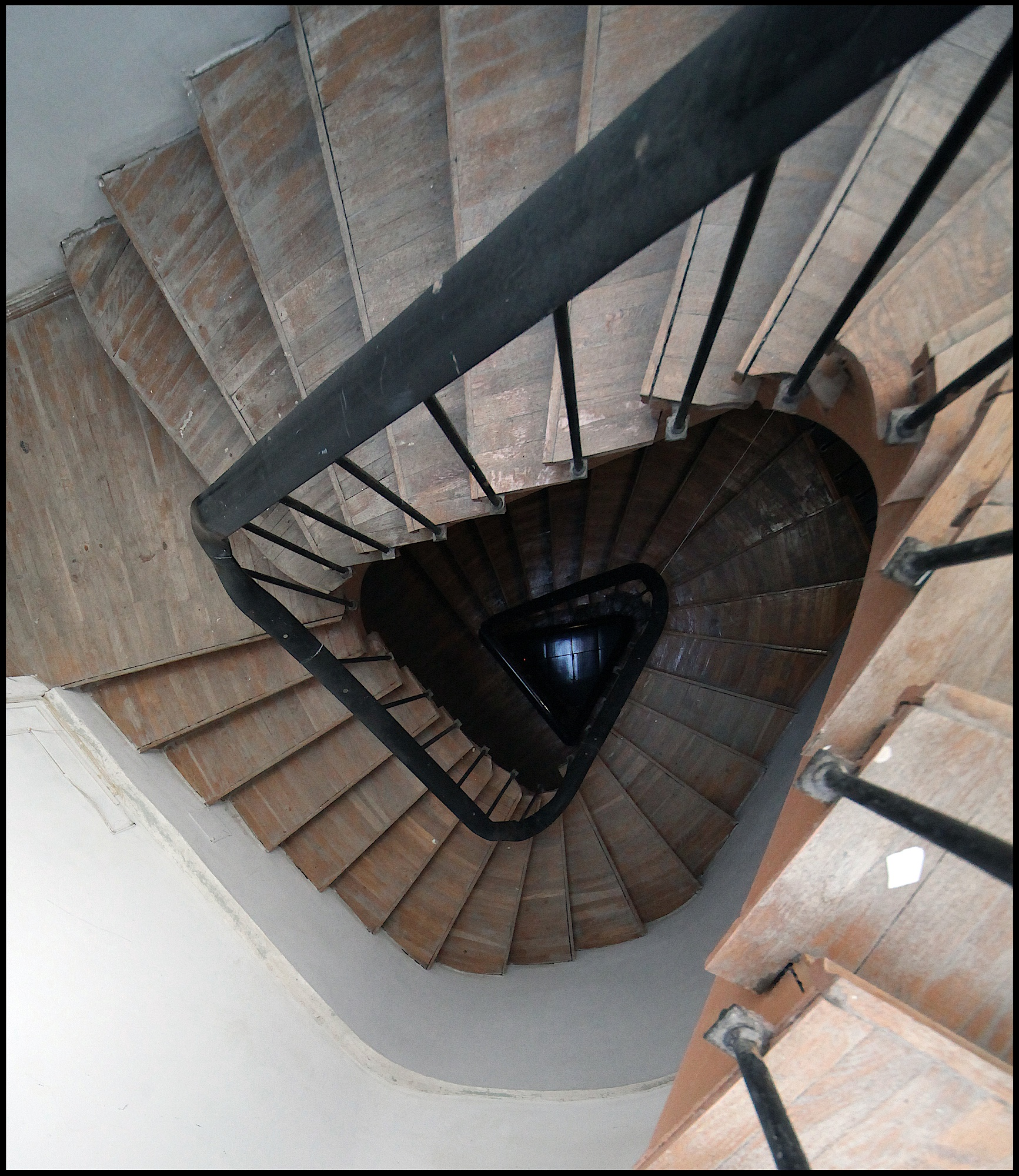
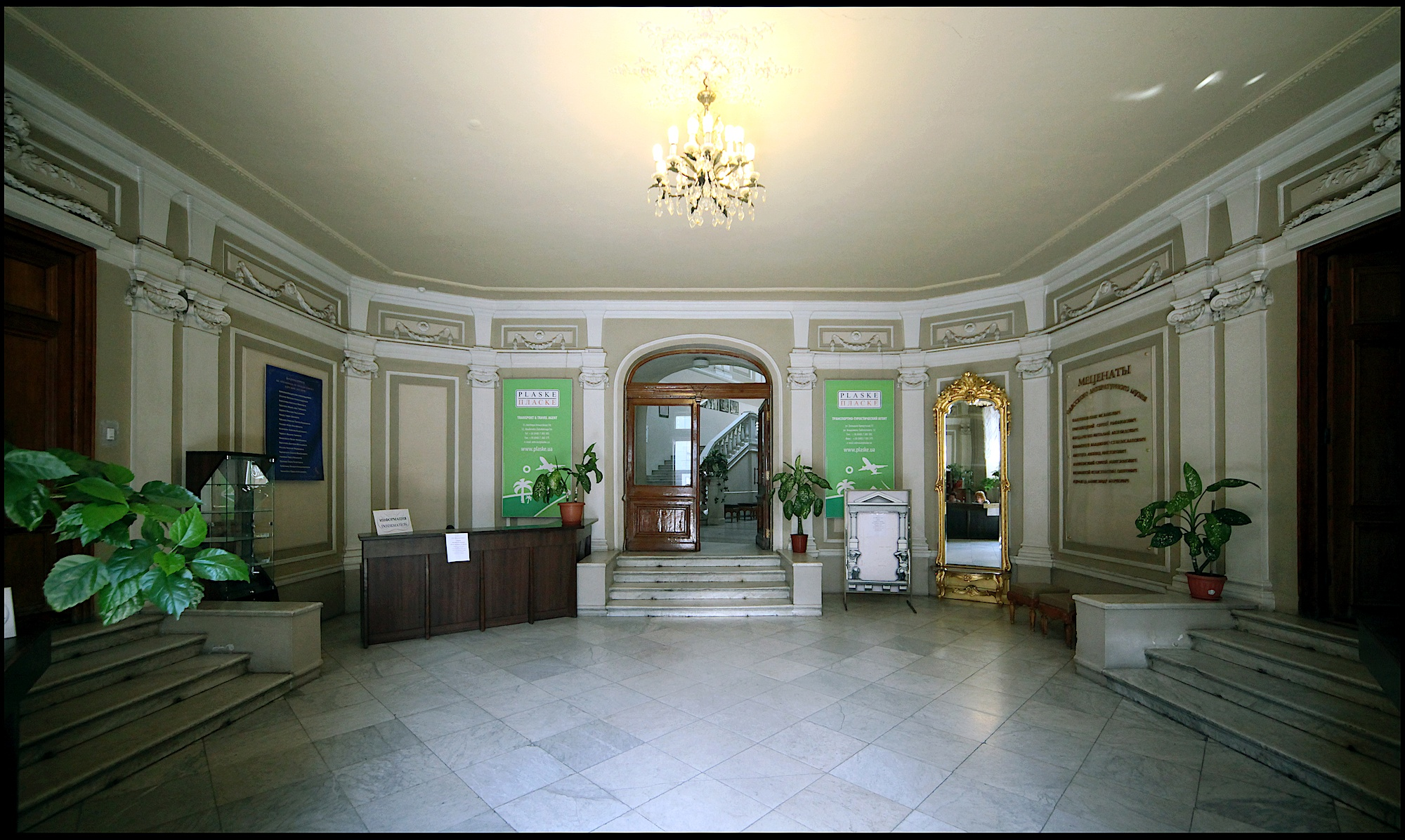
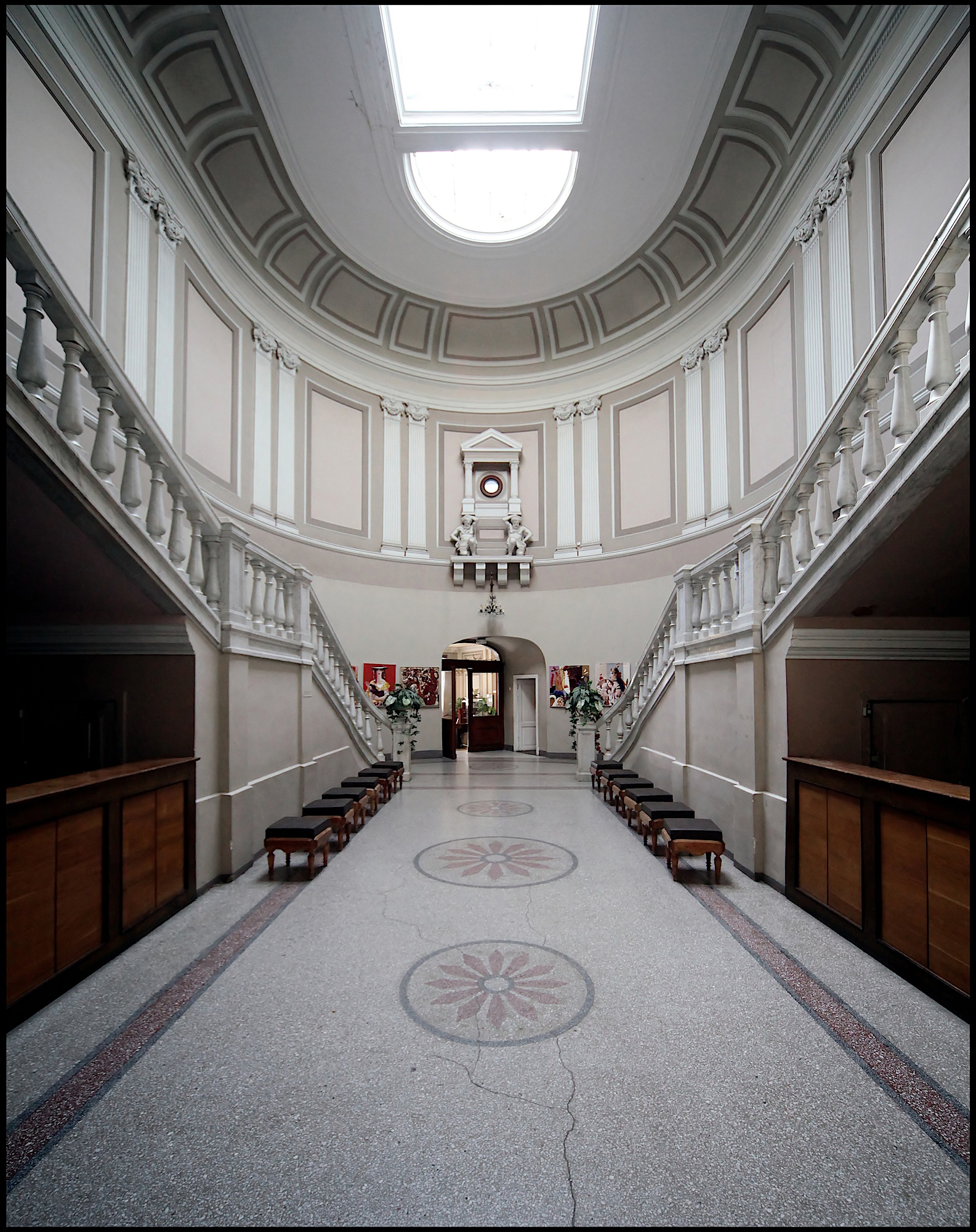
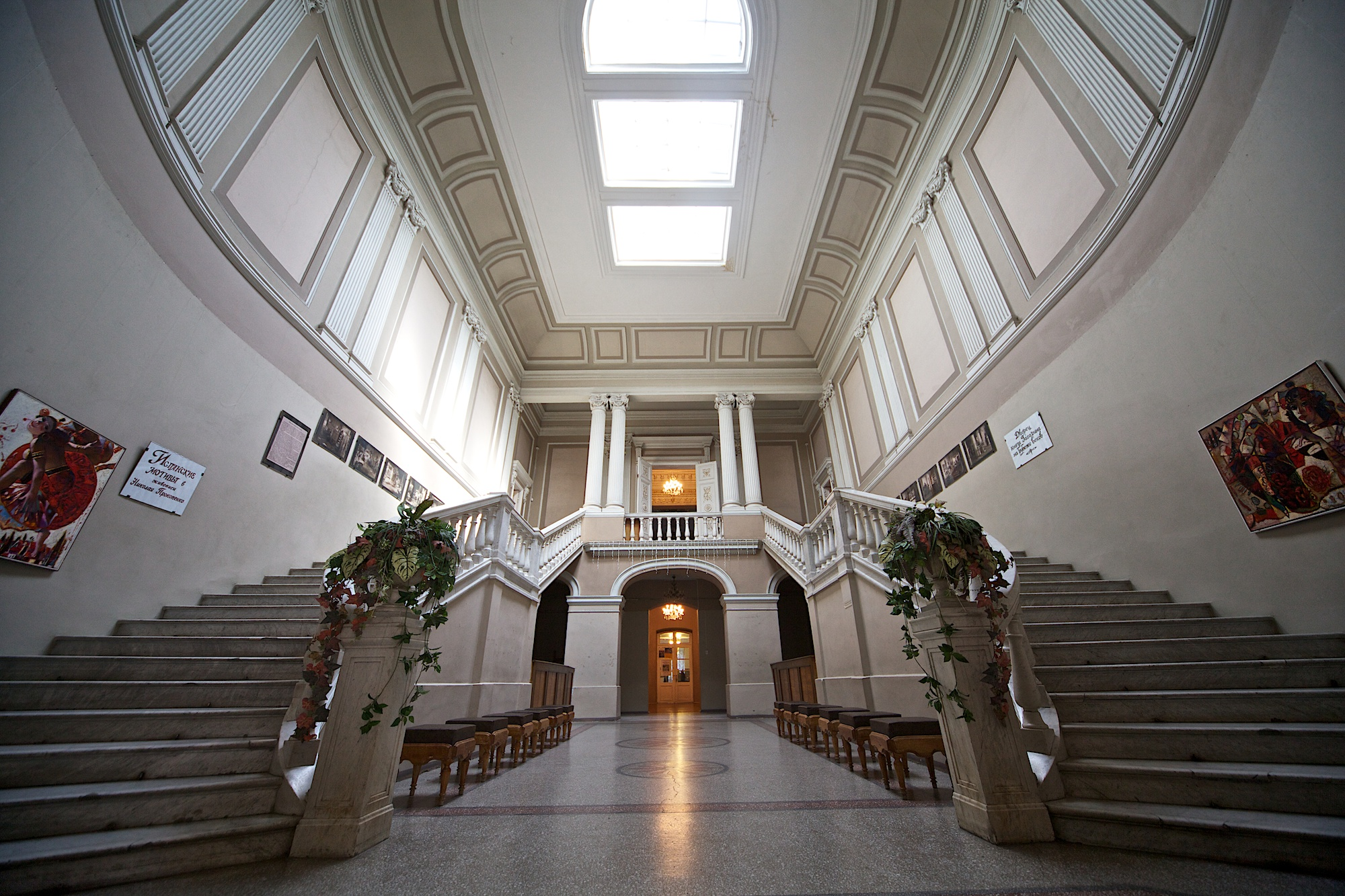
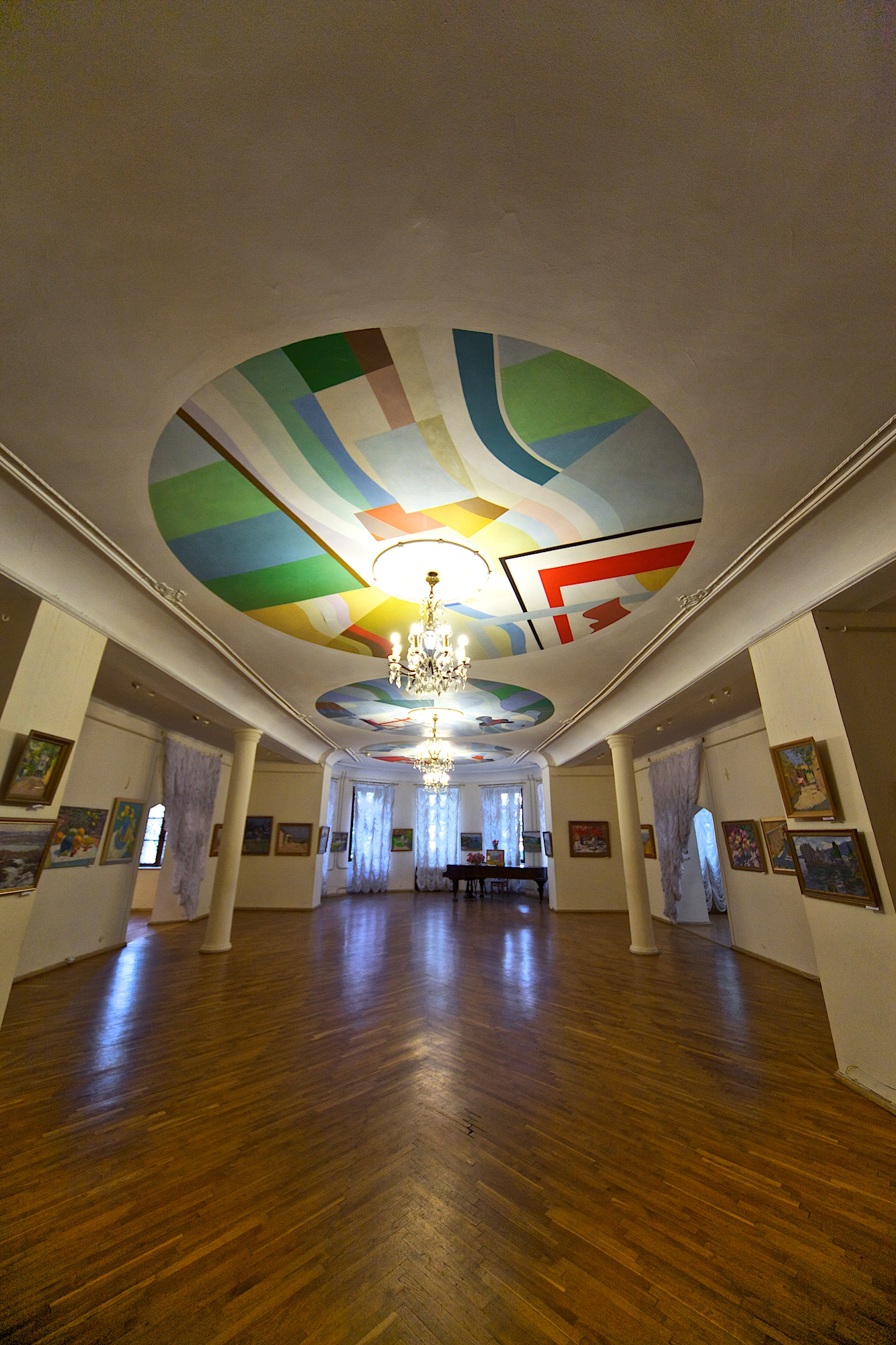
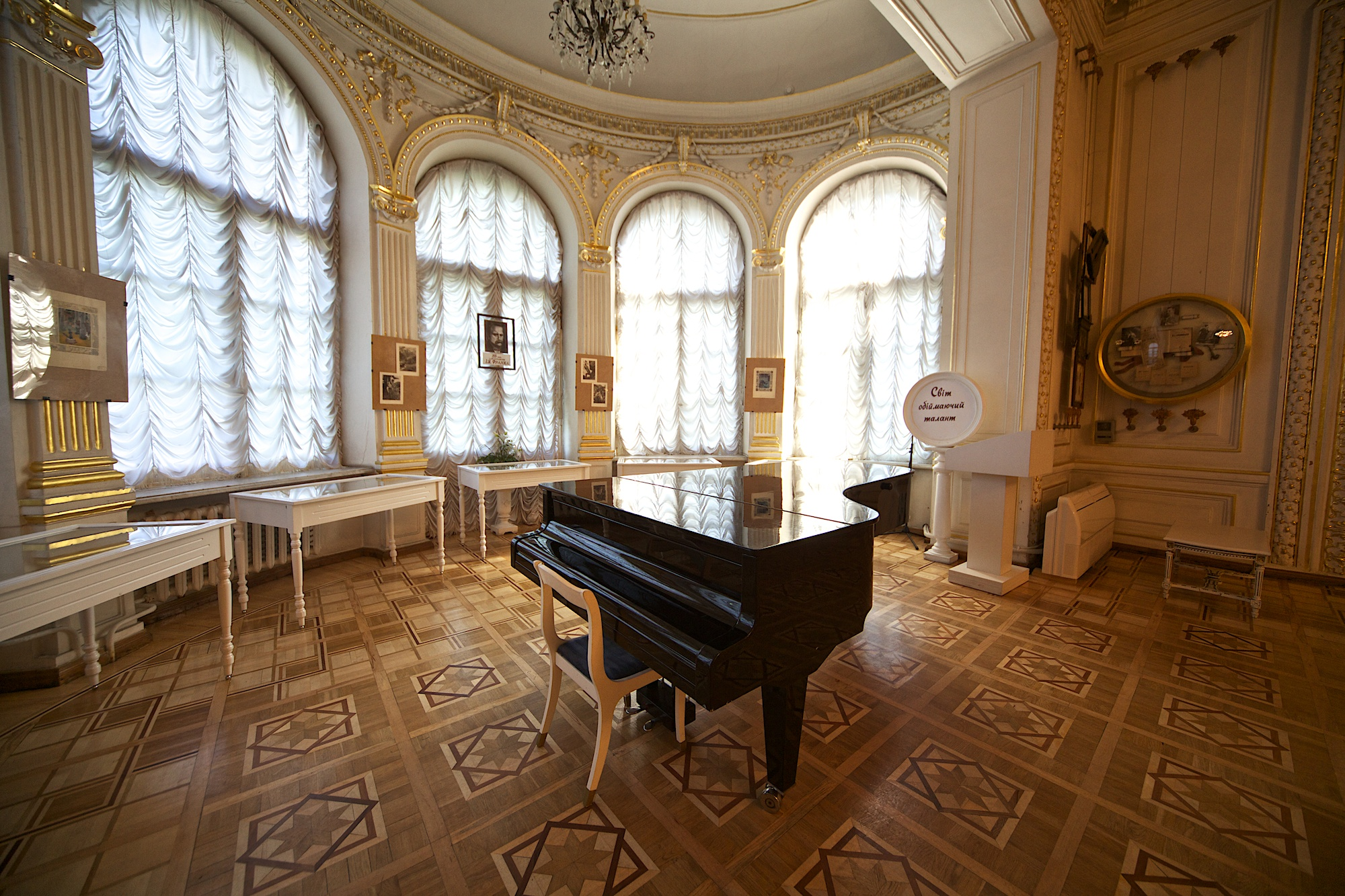